# Magerøya
Magerøya (en same du Nord: Máhkarávju) est une île située à l'extrême nord de la Norvège, dans le comté de Finnmark.

## Description
Elle est entièrement située dans la municipalité de Nordkapp. Elle doit sa renommée au cap Nord, une falaise de 307 mètres de hauteur qui marque symboliquement le point le plus au nord de l'Europe, même si cette particularité est en réalité détenue par le Knivskjellodden situé également sur l'île à environ 4 km à vol d'oiseau du cap Nord.

## Toponymie
Magerøya signifie « l'île aride » en norvégien.

## Géographie

### Caractéristiques physiques
Les côtes occidentales de l'île bordent la mer de Norvège tandis que ses côtes orientales sont riveraines de la mer de Barents, le cap Nord constituant le point d'origine de la limite des deux mers. Au sud-ouest, en mer de Norvège, se trouve le Magerøysundet (détroit de Magerøya) qui sépare l'île du continent. Magerøya a une superficie de 436,6 km2. Son point le plus élevé, une colline nommée Trollhaugen, se situe à 417 mètres au-dessus du niveau de la mer.

### Faune et flore
L'île offre un paysage austère de toundra, dépourvu d'arbres à l'exception de quelques poches de bouleaux de montagne, avec des falaises abruptes sur les côtes et des paysages de montagne spectaculaires à l'intérieur des terres. Magerøya a pourtant été placée entièrement sous protection depuis 1929. Plus de 400 espèces de plantes poussent en effet sur l'île pendant le bref été polaire. Il s'agit notamment de spermaphytes, de lichens, de mousses et d'herbes. L'une de ces plantes, le lichen des rennes constitue la principale nourriture des rennes qui broutent sur l'île durant l'été.[Information douteuse]
Les rennes appartiennent à des éleveurs sames de la ville de Karasjok, à la frontière entre la Norvège et la Finlande. De nos jours, les rennes sont amenés au printemps par des camions et des bateaux de la marine norvégienne. À l'automne, les rennes ont repris tellement de force qu'ils peuvent franchir les 1.8 kilomètre qui les séparent de la côte à la nage.

### Point le plus au nord de l'Europe
Le point le plus au nord de l'Europe n'est pas le cap Nord, comme on le pense souvent, mais il se situe bel et bien sur l'île de Magerøya : il s'agit du Knivskjellodden. Pourtant situé  1,5 kilomètre plus au sud, le cap Nord, plus majestueux, est devenu le lieu touristique important.

## Démographie
Environ 4 000 personnes vivent sur l'île, dont la moitié à Honningsvåg, un village situé sur la côte sud. 

## Économie
Les trois secteurs économiques principaux de l'île sont la pêche, le tourisme et les services.

### Tourisme

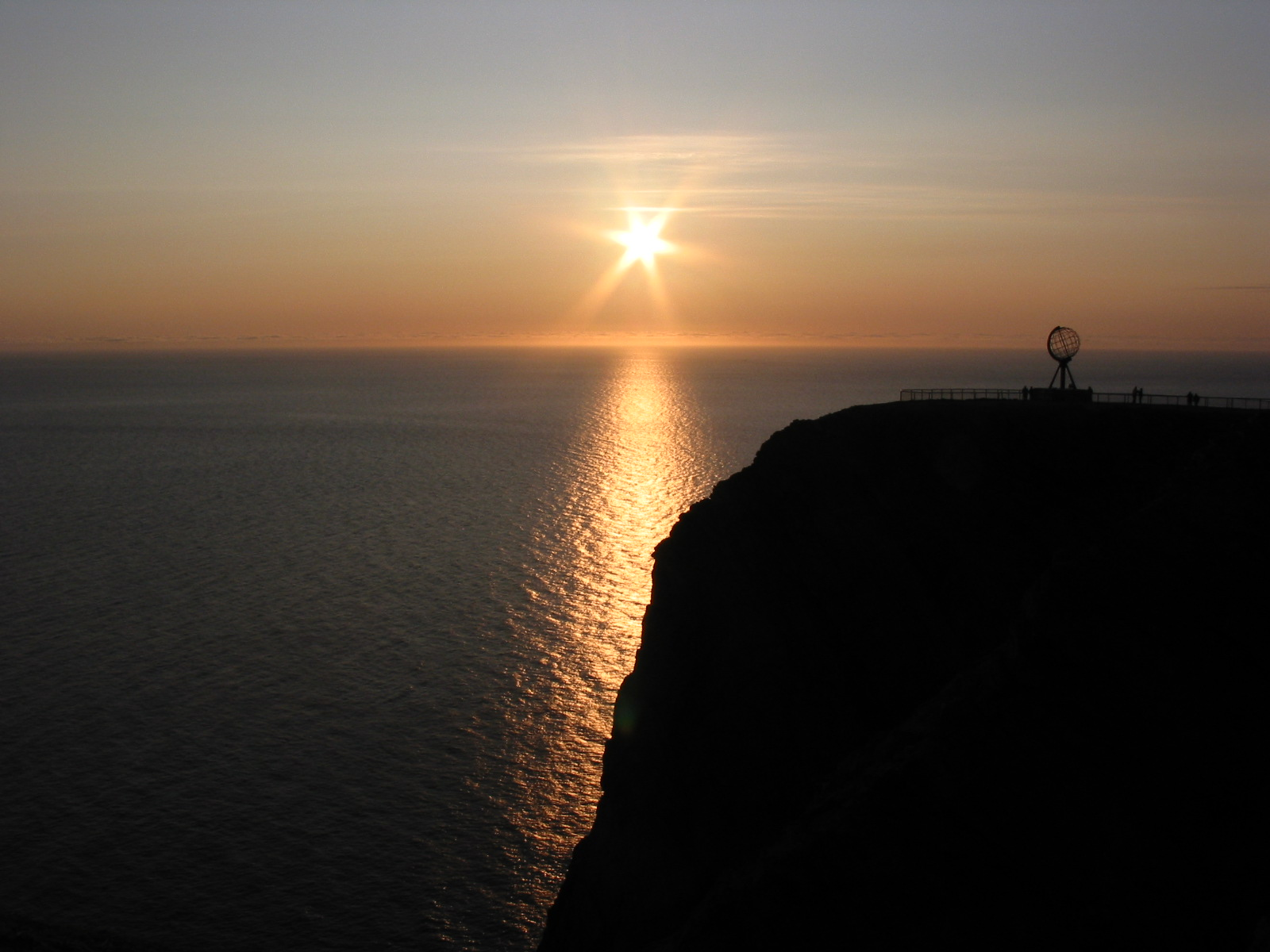
Soleil de minuit sur le cap Nord

Le cap Nord, principale attraction touristique de l'île, attire environ 200 000 personnes chaque année.

## Accessibilité
Magerøya est reliée au continent par le tunnel du Cap-Nord, un tunnel routier sous-marin long de 6,9 km, construit de 1995 à 1999. Le service de ferrys norvégiens Hurtigruten fait par ailleurs halte à Honningsvåg, qui est également doté d'un aéroport.